# Tranșee

Tranșee în Bătălia de pe Somme (1916)

Tranșee este termenul militar folosit pentru șanțurile folosite pentru a apărea soldații de focul artileriei inamice, tranșeele sunt deobicei adânci de 2M sau 1M adunci când nu este timp si late de tot 1 sau 2 metrii, uneori întărite și apărate de o rețea de sârmă ghimpată și saci de nisip (pentru apărare împotriva gloanțelor),de asemenea putând fi folosite mitraliere pentru apărare în caz de atac inamic. Tranșeele au fost folosite cel mai mult in Primul Război Mondial. 

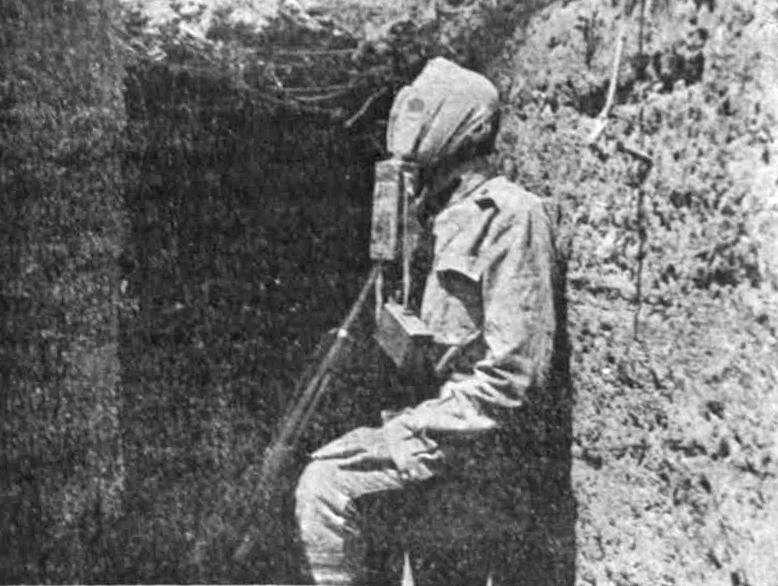
Un soldat de la Kiritescu II